# Nor Kjurin
Nor Kjurin – wieś w Armenii, w prowincji Ararat. W 2011 roku liczyła 865 mieszkańców.